# São José dos Campos
São José dos Campos (San José de los Campos) es un municipio del Estado de São Paulo, Brasil. Localizado en el Vale do Paraíba, São José dos Campos es considerado el mayor centro de investigaciones en alta tecnología, automovilístico y de telecomunicaciones, material bélico, electrónicos, metalúrgica y sede del mayor complejo aeroespacial de Latinoamérica. Aquí están instaladas importantes multinacionales como Philips, Panasonic, Johnson & Johnson, General Motors (GM), Petrobras, Ericsson, Monsanto, la sede de Embraer, con la tercera pista de aviones más larga del mundo, entre otras compañías más. En el sector aeroespacial destaca el CTA, el INPE, el IEAV, el IAE y la ITA. Es la séptima ciudad del Estado.
Según un estudio de las Naciones Unidas en 1999, San José dos Campos fue clasificada como una de las 25 mejores ciudades de Brasil en cuanto a calidad de vida. Con su alta renta per cápita, gran expectativa de vida e infraestructura de alto nivel, São José dos Campos es una ciudad segura que ofrece una gran variedad de comercios y servicios.

## Historia
Cuando fue puesta en vigor la Ley del 10 de septiembre de 1611 que reglamentaba la localización de aldeas indígenas en los puntos más convenientes para los intereses del Reino, los indios se establecieron en el interior. Entre las antiguas aldeas, separadas de Piratininga y que merecerían más tarde la atención de los jesuitas, figuraba la aldea de São José localizada en el barrio de Río Comprido, a diez kilómetros de donde hoy se sitúa la ciudad. En aquel entonces, los religiosos consiguieron entenderse con los indios y ofrecer cierto ritmo de vida a la aldea, aunque, debido a las desventajas de su localización, decidieron buscar un punto mejor.
Desde 1643 hasta 1660, los religiosos obtuvieron varias leguas de tierra concedidas por João Luis Mafra, caballero hidalgo de Su Majestad, tierras que fueron cediendo a los indios. Los terrenos, situados en una magnífica planicie, constituyen el actual emplazamiento de São José dos Campos. La aldea progresaba cada vez más, llegando a merecer el título de "Vila Nova de São José".
La organización urbana de la aldea, en el plano teórico y práctico es atribuida al padre jesuita Manoel de Leão, cuya principal ocupación era ser administrador. Radicado en São Paulo desde 1663, se encontraba al frente de las haciendas más remotas.
En 1759, los jesuitas fueron expulsados y con ello algunos blancos se agregaron a los indios bajo el mando de José de Araújo Coimbra, Capitán Mayor de Jacareí e impulsaron el poblamiento de la aldea. Por orden del gobernador general, D. Luís António de Sousa Botelho Mourão, el 27 de julio de 1767 fue creada la villa con el nombre de São José do Paraíba, de manos del Corregidor Salvador Pereira da Silva.
A partir de 1871, el municipio pasa por fases distintas donde tiene preponderancia el cultivo del café.
La principal dificultad de São José era el hecho de que la Estrada Real pasaba fuera de sus dominios. El algodón tuvo una rápida evolución en la región cuando São José consiguió cierta importancia y cuya producción alcanzó su máximo apogeo en 1864. En este mismo año, el 22 de abril, la Villa es elevada a la categoría de ciudad y en 1871 recibe su actual denominación de São José dos Campos, seguida por la creación de la Comarca en 1872.
Casi simultáneamente, se desarrolla la cultura cafetalera en el Valle del Paraíba que comienza a destacarse a partir de 1870, contando ya inclusive, con la participación de São José. Sin embargo no fue hasta 1886 que la producción cafetalera joseense alcanza su auge, cuando cuenta ya con el apoyo de la Estrada de Ferro inaugurada en 1877, época en que viene deteriorándose la producción cafetalera en la región, consiguiendo mantenerse en São José dos Campos hasta cerca de 1930.
El proceso de industrialización del municipio toma impulso a partir de la instalación del Centro Técnico de Aeronáutica-CTA, en 1950 y con la inauguración de la autopista Presidente Dutra, posibilitando así una conexión más rápida entre Río de Janeiro y São Paulo y cortando la parte urbana de São José dos Campos. La suma de estos factores permitió que el municipio evolucionara hacia el potencial científico-tecnológico en que se encuentra.

## Geografía
- Área total: 1099,60 km²

- área urbana: 673,39 km² (61,23%)

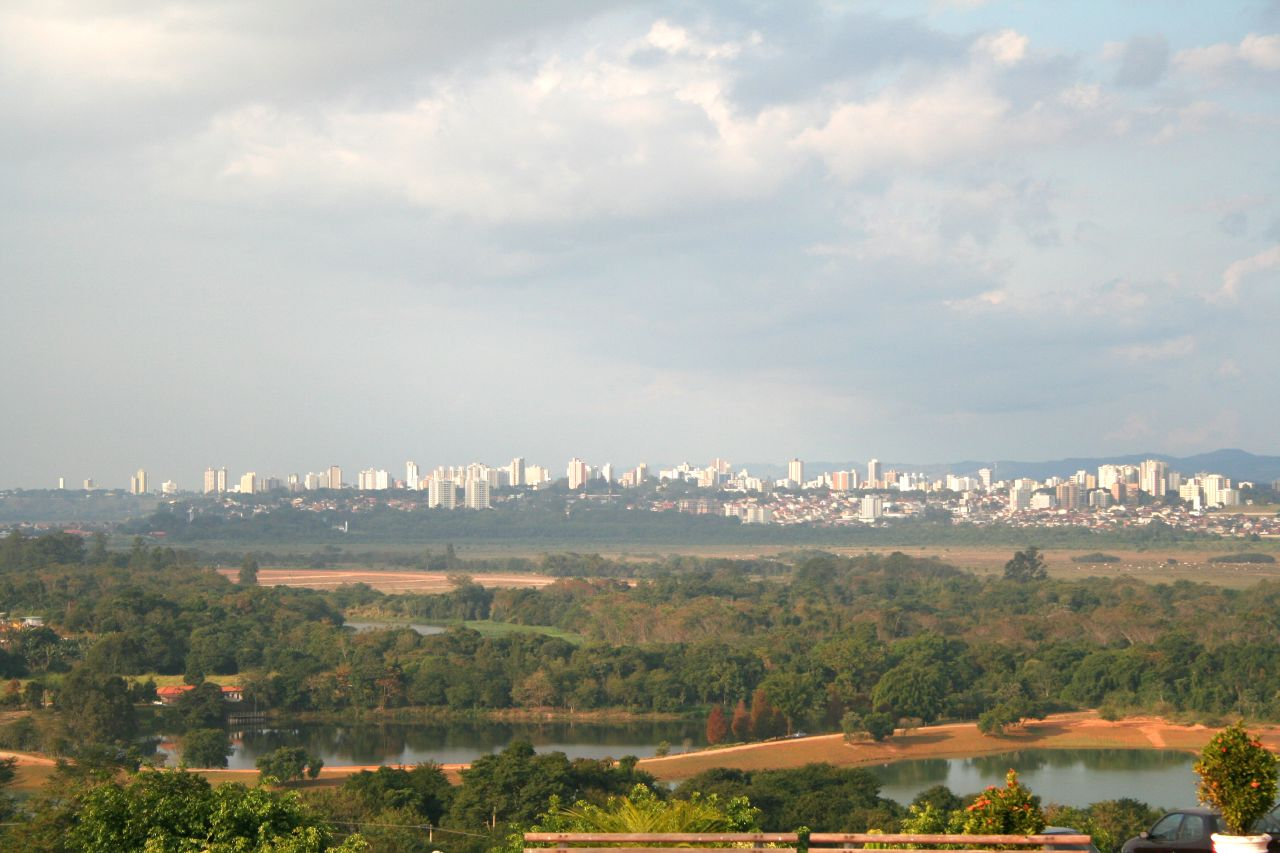
Vista general de São José dos Campos.

- área urbana de expansión (al este): 45,04 km² (4,09%)
- área urbana de expansón (al oeste): 81,18 km² (7,38%)
- área rural: 298,99 km² (27,19%)

Posee dos distritos administrativos: São Francisco Xavier y Eugênio de Melo. 
Se subdivide en cinco administraciones regionales: Centro, Norte (Santana, Alto da Ponte, Jardim Telespark, Buquirinha y otros), Sur (Parque Industrial, Jardim Satélite, Dom Pedro I y II, Campo dos Alemães y otros), Este (Vila Industrial, Vista Verde, Novo Horizonte, Santa Inês y otros) y Oeste (Limoeiro, Jardim das Indústrias, Aquarius y otros). 
São José dos Campos está localizada en las inmediaciones de la Región Metropolitana de São Paulo (RMSP).

### Medio ambiente
El Parque de la Ciudad tiene un área de 516 mil metros cuadrados. El símbolo de la ciudad, el Banhado, tiene un área de protección ambiental de cinco millones de metros cuadrados frente al centro de la ciudad. La Reserva Ecológica Augusto Ruschi, con 2 millones y medio de metros cuadrados, fuera del perímetro urbano, es un área de protección ambiental de especies nativas. São Francisco Xavier, distrito del municipio, tiene definida la mitad de su área (de 322 kilómetros cuadrados) como Área de Protección Ambiental de la Serra da Mantiqueira. El Parque Santos Dumont alberga dos Escuelas de Educación Infantil, área de juegos, jardín japonés, lago con cría de peces, aves, pista para cooper, pista de skate, cancha multiusos y equipos de gimnásia. El Parque tiene cerca de 46 mil m².

### Clima
El clima es húmedo y subtropical. Las grandes precipitaciones ocurren de noviembre a marzo contribuyendo con 72% del volumen anual.

### Demografía
- Población estimada: (IBGE 2009): 615.328 habitantes
- Densidad poblacional (2005): 519,20 hab/km²

La gran población de la ciudad es resultado de la migración de otras regiones del país. Como consecuencia, según el IBGE en 1991 sólo el 47% de la población de São José dos Campos había nacido en la ciudad. De acuerdo con nuevos censos de la Univap, este número creció para 48,83% en 2004.
De acuerdo al censo de 2000, el 48,06% de las personas tenía menos de 24 años.
la población de la ciudad se compone de: 
78.5% son blancos; 
3.5% son negros; 
15.7% son mestizos; 
1.4% son amarillos; 
0.2% amerindios.

### Proyección
| Año  | Población Joseense | Fuente |
| ---- | ------------------ | ------ |
| 2030 | 759 018            |        |
| 2040 | 766 803            |        |
| 2050 | 783 817            |        |
| 2060 | 792 018            |        |
| 2070 | 801 554            |        |
| 2080 | 814 334            |        |
| 2090 | 826 776            |        |
| 2100 | 846 776            |        |

## Transportes
São José dos Campos se aprovecha de una amplia red vial, que permite un rápido acceso a la capital paulista, Río de Janeiro, Litoral Norte y Serra da Mantiqueira. A pesar de disponer de un aeropuerto, usualmente los joseenses utilizan los servicios del Aeropuerto Internacional de Cumbica, en Guarulhos, que se encuentra a tan sólo 70 km de São José.

### Aéreo
- Aeropuerto de São José dos Campos, utilizado para vuelos comerciales civiles y para uso militar. Es utilizado además por la Embraer.

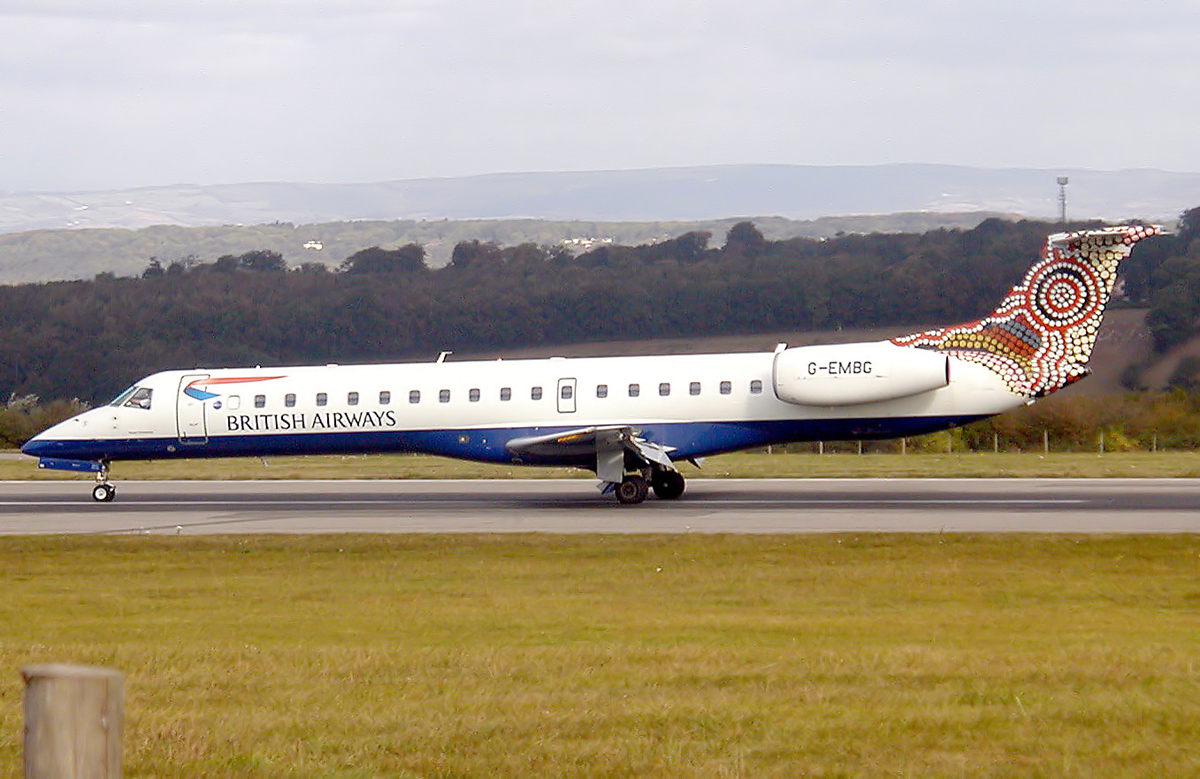
Embraer, la tercera mayor productora de aviones del mundo, tiene una sede en São José dos Campos.

### Ferroviario
La Estrada de Ferro Central de Brasil corta São José dos Campos al Norte, cerca al río Paraíba do Sul. Administrada hasta hace poco por la estatal R.F.F.R.S.A., actualmente el transporte de cargas a lo largo de la vía es realizado bajo los auspicios de la empresa concesionaria M.R.S. Logística.

#### Tren de Pasajeros
Aunque durante muchísimos años el transporte ferroviario de pasajeros tuviera una gran importancia para la población de la ciudad, actualmente no funciona más. 

#### Tren Bala
Existen planes del Gobierno Federal para la construcción de un Tren de Alta Velocidad (TGV), popularmente conocido como "tren bala", uniendo São Paulo (desde la Estación de la Luz) hasta Río de Janeiro (en la estación Central de Brasil). Sin embargo este tren deberá apenas atravesar el Valle del Paraíba, sin paradas en la región. El proyecto de tren bala tiene un costo estimado en US$ 8.000 millones.

### Autopistas
- BR-116 - Autopista Presidente Dutra - Autopista que divide São José dos Campos a la mitad, cortando la ciudad en su eje sudoeste-nordeste. Debido al gran flujo de vehículos, fueron construidas dos pistas de apoyo a lo largo de la autopista, entre los kilómetros 143 (próximo al Center Vale) y al 147 (Próximo al hipermercado Carrefour). Aún el tráfico continúa siendo intenso en las extremidades de estas vías de apoyo.
- SP-50 - Autopista Monteiro Lobato.
- SP-99 Autopista de los Tamoyos - Carretera que comienza en São José y termina en Caraguatatuba, en el Litoral Norte. Actualmente se encuentra saturada, y el gobierno del Estado de São Paulo ya divulgó que en breve esta vía será duplicada.
- SP-70 - Autopista Carvalho Pinto - Une la Autopista Ayrton Senna hasta la ciudad de Taubaté. Acceso a São José dos Campos a partir de la Autopista de los Tamoyos, con la cual hace conexión.
- SP-65 - Rodovia Dom Pedro I - Une el Valle del Paraíba a Campinas. A pesar de iniciarse en el municipio limítrofe de Jacareí, su acceso a partir de São José es rápido y fácil, pudiendo hacerse tanto desde la Vía Dutra como por la Autopista Carvalho Pinto.
- SP-66 - Autopista Geraldo Scavone - Ruta remanescente de la antigua Estrada Río-São Paulo y que conecta São José dos Campos con el municipio de Jacareí

### Transporte urbano
La ciudad cuenta con decenas de líneas de ómnibus urbano e interurbano, uniéndola a ciudades vecinas.

## Deporte
La ciudad tiene diversos clubes deportivos. Importantes clubes son el Clube Luso-brasileiro, Tênis Clube São José (importante centro de baloncesto y de vóley del interior paulista), Associação Esportiva São José (entidad deportiva de punta en natación; ofrece además cursos de golf en su clube de campo, el "Santa Rita") y Thermas do Vale (que cuenta con un buen parque acuático).
El principal estadio de fútbol de la ciudad, el Estadio Martins Pereira, tiene capacidad para recibir 18 mil personas. El estadio está construido por la mitad, ya que el anillo superior, previsto en el proyecto original, nunca fue construido. El Martins Pereira es palco de juegos de equipos profesionales de la ciudad, así como eventos de gran público.

### Equipos de la ciudad
| Clube                           | Esporte | Liga                         | Estádio / Ginásio                              | Fundação |
| ------------------------------- | ------- | ---------------------------- | ---------------------------------------------- | -------- |
| São José Rugby Clube            | Rugby   | Liga Brasileira de Rugby     | Estádio Martins Pereira                        | 1987     |
| São José Esporte Clube          | Fútbol  | Campeonato Paulista Série A2 | Estádio Martins Pereira                        | 1933     |
| Clube Atlético Joseense         | Fútbol  | Campeonato Paulista Série B  | Estádio Martins Pereira / Estádio ADC Parahyba | 1998     |
| São José Basketball             | Básquet | NBB - Novo Basquete Brasil   | Ginásio Lineu de Moura                         | 1913     |
| Tênis Clube São José dos Campos | Vôlei   | Superliga                    | Ginásio Esportivo Manoel Bosco Ribeiro         | 1948     |

## Educación y centros de investigación

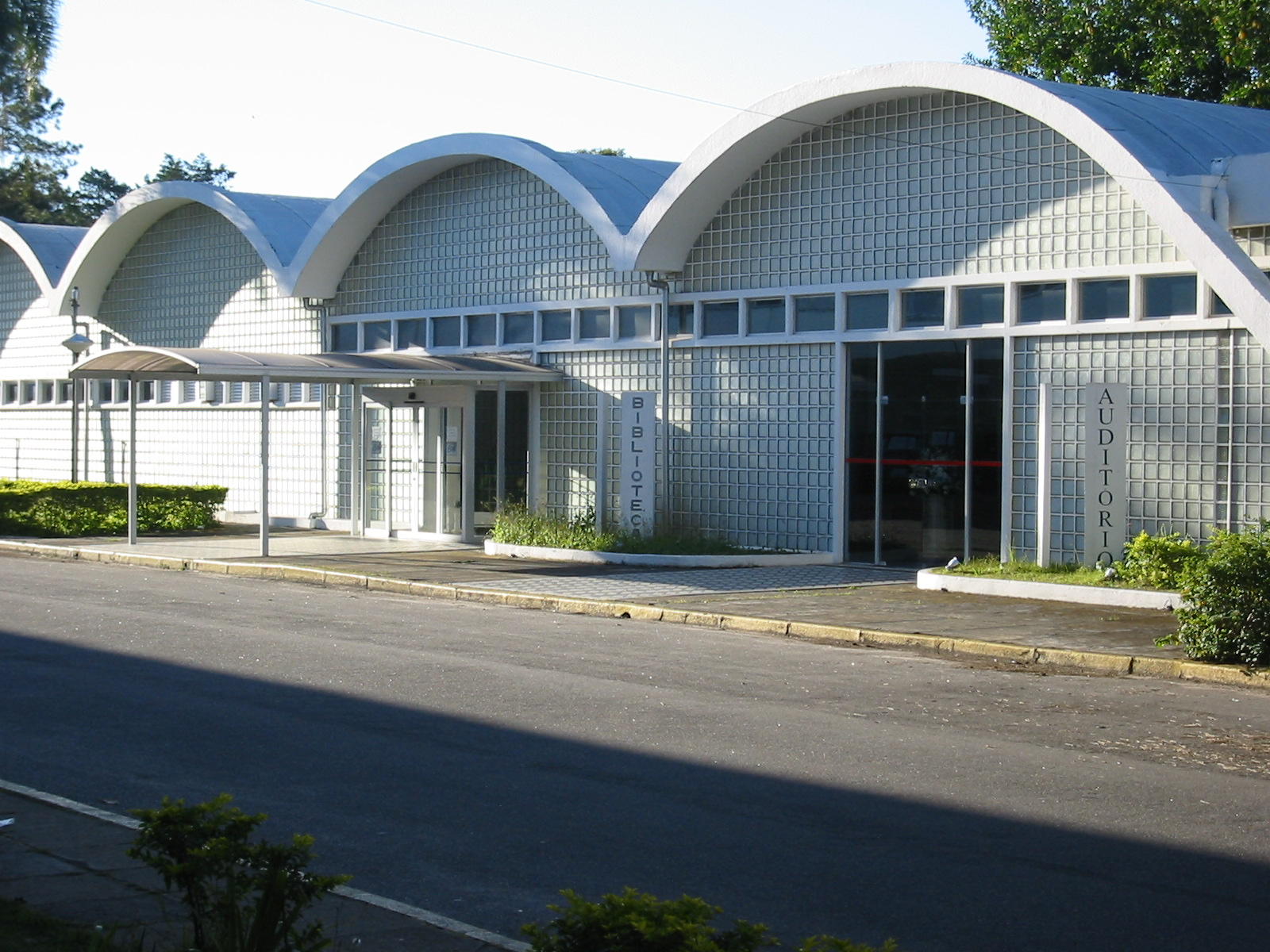
Biblioteca del ITA, diseñado por Oscar Niemeyer.

São José dos Campos es un centro de investigaciones importante en Brasil. El INPE tiene su sede, y coordena investigaciones intensas y desarrollo en áreas como observación de la Tierra, ciéncias espaciales y tecnologías espaciales. El CTA también tiene su sede en la ciudad. Hay 53 escuelas secundarias y 54 escuelas primarias.

### Instituciones de enseñanza superior públicas
- Fatec - Facultad de Tecnología del Estado de São Paulo
- ITA - Instituto Tecnológico de Aeronáutica
- Unesp - Universidad Estatal Paulista
- Unifesp - Universidad Federal de São Paulo

### Instituciones de enseñanza superior privadas
- EEI - Escuela de Ingeniería Industrial
- Faap - Fundación Armando Álvares Penteado
- Unip - Universidad Paulista
- Univap - Universidad del Valle del Paraíba

### Centros de investigación
- Instituto Nacional de Investigaciones Espaciales
- DCTA con sus institutos: Instituto de Aeronáutica e Espaço (IAE), Instituto de Controle do Espaço Aéreo (ICEA), Instituto de Estudos Avançados (IEAv), Instituto de Fomento e Coordenação Industrial (IFI), Instituto de Pesquisas e Ensaios em Voo (IPEV), 	Instituto Tecnológico de Aeronáutica (ITA), Núcleo do Instituto de Aplicações Operacionais (NuIAOp) y Centro de Computação da Aeronáutica de São José dos Campos (CCASJ).
- Instituto de Pesquisa & Desenvolvimento
- Parque Tecnológico de São José dos Campos

### Escuelas técnicas
- CEPHAS - Centro de Educación Profesional Hélio Augusto de Sousa
- ETEP - Escuela Técnica Everardo Passos
- IBTA - Instituto Brasileño de Tecnologías Avanzadas
- Ecompo - Escuela Politécnica de Enseñanza Media Comendador Manoel Pedro de Oliveira

## Economía
El Producto Bruto Interno (PBI) de São José dos Campos es el mayor de la Região Metropolitana do Vale do Paraíba e Litoral Norte, octavo mayor del Estado de São Paulo y el 19.º de todo el país. De acuerdo a los datos de 2016 del Instituto Brasileiro de Geografia e Estatística (IBGE) el PBI del municipio era de R$ 37.315.782,50 (BRL), siendo R$ 4.998.656,06 (BRL) impuestos líquidos sobre productos en precio corriente. En este mismo año se registró un PBI per cápita de R$ 53.615,25 (BRL). En el año 2000, el Índice de Desarrollo Humano (IDH) de São José dos Campos fue de 0,800, siendo el IDH nacional 0,723.
De acuerdo al IBGE, la ciudad contaba en 2009 con 20.262 empresas y establecimientos comerciales activos. Se registraban 212.834 trabajadores activos siendo 185.922 personal asalariado. El monto total de remuneraciones en el año fue R$ 5.116.976,00 (BRL) y el sueldo mensual promedio del municipio era de 4,7 sueldos mínimos nacionales (considerando un sueldo mínimo como R$ 465 o US$ 201,47). 
Su principal fuente económica es el sector secundario, con importante actividad industrial. El comercio también participa de forma considerable en la economía de la ciudad. 
São José alberga las dos plantas brasileñas de Alestis Aerospace.